# Стивън Дилейн
Стивън Дилейн (на английски: Stephen Dillane) е английски театрален и филмов актьор, носител на награди „Тони“, „Еми“, награда на БАФТА и награда на „Австралийския филмов институт“, номиниран е за награда на „Гилдията на киноактьорите“. Известни филми с негово участие са „Хамлет“, „Добре дошли в Сараево“, „Пламъкът на любовта“, „Най-обикновен престъпник“, „Шпионски игри“, „Часовете“, „Крал Артур“, сериалите „Анна Каренина“, „Джон Адамс“, „Преследвана“, „Тунелът“, „Игра на тронове“ и други.

## Биография
Стивън Дилейн е роден на 30 ноември 1956 г. в Кенсингтън, Лондон. Баща му Джон Дилейн е хирург, по-малкият му брат Ричард е актьор. Дилейн учи история и политика в Университета на Ексетър. След като се дипломира започва да работи като журналист. След като прочита интервю с британския актьор Тревър Ив, в което Ив заявява, че от архитект е станал актьор, Стивън Дилейн решава да смени професията си. Завършва двугодишен курс по актьорско майсторство в театралното училище „Бристол Олд Вик“ и започва актьорската си кариера с малки телевизионни роли.
Дилейн има връзка с актрисата Наоми Уиртнър (Naomi Wirthner). Те имат двама сина Шеймъс и Франк, който също е актьор.

## Избрана филмография
- „Ремингтън Стийл“ (сериал, 1985)
- „Тайната градина“ (Тв филм, 1987)
- „Жълтият тапет“ (Тв филм, 1989)
- „Хамлет“ (1990)
- „Двойно преследване“ (1996)
- „Добре дошли в Сараево“ (1997)
- „Пламъкът на любовта“ (1997)
- „Дежавю“ (1997)
- „Най-обикновен престъпник“ (2000)
- „Анна Каренина“ (сериал, 2000)
- „Шпионски игри“ (2001)
- „Истината за Чарли“ (2002)
- „Часовете“ (2002)
- „Събирането“ (2003)
- „Крал Артур“ (2004)
- „Убежище“ (2004)
- „Девет живота“ (2005)
- „Гол!“ (2005)
- „Най-великата игра“ (2005)
- „Климт“ (2006)
- „Гол 2: Да изживееш мечтата“ (2007)
- „Дивашка благодат“ (2007)
- „Джон Адамс“ (сериал, 2008)
- „The Shooting of Thomas Hurndall“ (Тв филм, 2008)
- „Буря“ (2009)
- Перфектно чувство“ (2011)
- „Вечните закони“ (сериал, 2012)
- „Игра на тронове“ (сериал, 2012 – 2015)
- „Пападопулос и синове“ (2012)
- „Преследвана“ (сериал, 2012)
- „Враг номер едно“ (2012)
- „Тунелът“ (сериал, 2013)
- „Най-мрачният час“ (2017)